# نرم‌زرهیان
نرم‌زرهیان (Malacostraca) بزرگ‌ترین رده در میان شش رده جانوران سخت‌پوست است. رده نرم‌زرهیان بیش از ۲۵ هزار گونه دارد که در ۱۶ راسته تقسیم شده‌اند. اعضای این رده تفاوت‌های بدنی میان اعضای این رده بیش از تمامی دیگر رده‌های جانوری است و نرم‌زرهیان شامل جانورانی چون خرچنگ، میگو، شاه‌میگو، کریل، خرخاکی، دوجورپایان، و میگوی آخوندکی می‌شود.
نرم‌زرهیان در تمامی محیط‌های دریایی به فراوانی حضور دارند و در زیستگاه‌های آب شیرین و خاکی نیز زندگی می‌کنند. طرح کلی بدن آن‌ها ۲۰ قطعه (و به ندرت ۲۱ قطعه) دارد که به سه بخش سرگاه، سینه‌گاه و شکم‌گاه تقسیم می‌شود.